# Chiraphos
Il Chiraphos è una fosfina chirale usata come legante chelato in chimica metallorganica. Il chiraphos è disponibile in commercio nei due  enantiomeri S,S e R,R, entrambi con simmetria C2. In condizioni normali il chiraphos è un solido di colore bianco sensibile all'ossigeno atmosferico.

## Sintesi
Chiraphos si prepara da S,S o R,R-2,3-butandiolo, a sua volta ottenuto da S,S o R,R-acido tartarico che è disponibile in commercio; questo è un esempio di sintesi chiral pool, strategia che prevede di utilizzare materiali di partenza enantiomericamente puri facilmente disponibili. I gruppi carbossilici dell'acido tartarico sono ridotti a gruppi metile, ottenendo il 2,3-butandiolo. Il diolo viene tosilato e il ditosilato viene quindi trattato con difenilfosfuro di litio (LiPPh2).

## Chimica di coordinazione
Chiraphos viene utilizzato come legante fosfinico chirale nella catalisi enantioselettiva mediata da metalli di transizione, e permette di raggiungere elevatissimi eccessi enantiomerici. Nel chiraphos i centri stereogenici sono sul carbonio; in altre fosfine chirali usate in precedenza, tipo DIPAMP, i centri stereogenici sono invece sul fosforo.

## Indicazioni di sicurezza
I composti (R,R)-chiraphos e (S,S)-chiraphos sono disponibili in commercio. Sono irritanti per gli occhi, la pelle e le vie respiratorie. Non ci sono dati che indichino proprietà cancerogene. Sono  considerati poco pericolosi per l'ambiente.